# Wiener Sängerknaben

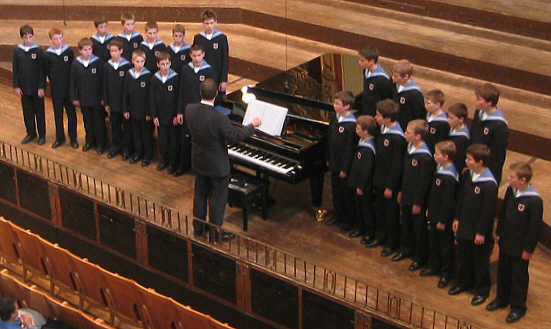
De Wiener Sängerknaben

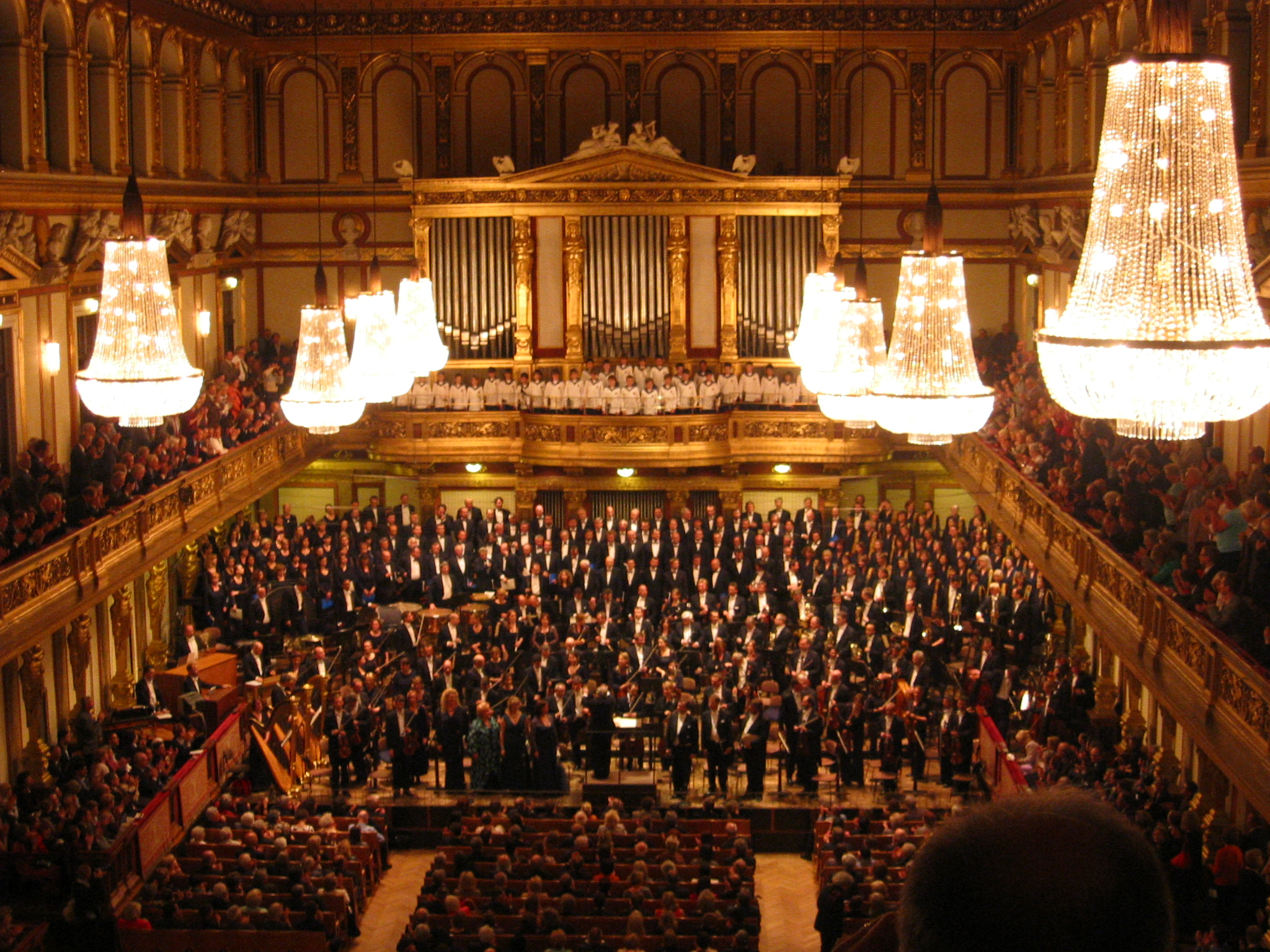
G. Mahler Symfonie nr. 8 – Wiener Sängerknaben – Wiener Singverein – Slovenský filharmonický zbor – Staatskapelle Berlin – Pierre Boulez – Musikvereinssaal (2009)

De Wiener Sängerknaben is een jongenskoor uit Wenen, en is een voortzetting van de traditie van de jongenskoren die aan het hof waren verbonden in de late middeleeuwen.
Van origine was de taak van zo'n hofkapel (met 14 tot 20 leden) de muzikale begeleiding van de Mis. In 1498 had keizer Maximiliaan I, bij de verhuizing van zijn hofhouding van Innsbruck naar Wenen verordonneerd dat er zes jongens in het hofkoor moesten worden opgenomen. Historici hebben dit gegeven geadopteerd als de officiële start van de Wiener Hofkapelle en daarmee ook van de Wiener Sängerknaben.
In 1920 werd de Wiener Hofkapelle opgeheven, echter de toenmalige rector Josef Schnitt zette de traditie voort. In 1924 werd de vereniging van de Wiener Sängerknaben opgericht.
In 2023 bestaat de vereniging uit circa 100 jongens, die in vier concertkoren zijn verdeeld. Er worden slechts sopranen en alten toegelaten, en zodra een zanger de baard in de keel krijgt verlaat hij het koor. Sinds 2004 bestaat er ook een meisjeskoor van 30 leden.
De zangers krijgen een solide muzikale opleiding, en omdat dit een goede ondergrond vormt blijven veel ex-leden in de muziekwereld werkzaam. In 1952 werd het Chorus Viennensis opgericht - een mannenkoor met slechts voormalige Wiener Sängerknaben. De twee koren werken veelvuldig samen.
Sinds 2001 is Gerald Wirth artistiek leider van het koor, als opvolger van Norbert Balatsch.
In 2010 gaven twee voormalige leden van de Wiener Sängerknaben in een Weense krant aan tijdens hun lidmaatschap van het koor seksueel misbruikt te zijn. Nadat het koor een hotline had ingesteld meldden zich daar nog acht mensen met vergelijkbare verhalen.
Op 1 januari 2023 mocht een combinatie van het koor bestaande uit jongens en meisjes optreden tijdens het Nieuwjaarsconcert in Wenen.